# Fedir Szandor
Fedir Fedorowycz Szandor (ukr. Федір Федорович Шандор, węg. Fegyir Sándor, Ferenc Sándor; ur. 10 czerwca 1975 w Użhorodzie) – ukraiński pedagog i polityk pochodzenia węgierskiego, od 21 grudnia 2024 r. ambasador Ukrainy na Węgrzech.
Zdjęcia jego osoby prowadzącej zdalnie zajęcia akademickie w trakcie przebywania w okopach w maju 2022 r. spowodowały, że jest on medialnie znany jako „profesor z okopów”.

## Edukacja i działalność akademicka
Jego ojciec ma pochodzenie węgiersko-słowackie, matka ukraińsko-włoskie. Ukończył na Użhorodzkim Uniwersytecie Narodowym studia z historii w 1997 r. oraz z prawa w 2002 r. Następnie pracował jako nauczyciel w szkole podstawowej, gdzie uczył historii i geografii, a następnie pracował jako dziennikarz mediów zakarpackich. Od 2007 r. kandydat nauk socjologicznych, od 2014 r. doktor nauk filozoficznych. Jest członkiem kilku ukraińskich akademii, a także członkiem zewnętrznym Węgierskiej Akademii Nauk. Posługuje się trzema językamI: ukraińskim, węgierskim i rosyjskim.

## Działalność wojskowa
Po rozpoczęciu się pełnoskalowej inwazji rosyjskiej na Ukrainę zaciągnął się do armii ukraińskiej. Po odbyciu szkolenia w kwietniu przybył do Donbasu i rozpoczął służbę w 68. Pułku Piechoty 101. Zakarpackiej Brygady Obrony Terytorialnej. W poniedziałkowe i wtorkowe wieczory, prowadził z okopów za pośrednictwem połączenia wideo zajęcia akademickie dla studentów Użhorodzkiego Uniwersytetu Narodowego.
W styczniu 2023 roku w jego rodzinnym Użhorodzie umieszczono figurkę autorstwa Romana Murnika, upamiętniającą jego postać podczas prowadzenia zdalnego nauczania na linii frontu.

## Działalność polityczna
W 2020 roku został wybrany na posła do Zakarpackiej Rady Obwodowej z ramienia partii Sługa Narodu.
21 grudnia 2024 został mianowany przez prezydenta Wołodymyra Zełenskiego ambasadorem Ukrainy na Węgrzech.

## Sport
Gra w rugby i futbol amerykański oraz jest członkiem węgierskiej drużyny futbolowej Nyíregyháza Tigers.